# 広島電鉄熊野営業課
広島電鉄広島熊野営業課（ひろしまでんてつひろしまくまのえいぎょうか）とは広島県安芸郡熊野町柿迫２−２番9号にある広電バスの営業所である。

## 担当路線
2017年7月から広島南営業課の管轄下から焼山営業課の管轄下に移管された。
マツダスタジアム前は熊野行のみ停車。
熊野線（海田・矢野経由）
- 40-12/40-11（下り）・40（上り）:熊野萩原車庫前 - 熊野萩原 - 熊野町役場前- 熊野営業所 - 熊野第三小学校 - 矢野出張所 - 神崎 - 矢野駅 - 神崎 - 自衛隊前 - 海田市駅入口 - 海田 - 向洋駅前 - 新大洲橋 - [ マツダスタジアム前 ] - 広島駅 - 八丁堀 - 広島センター
  - 平日ダイヤの夕方に熊野営業所発の便が1本がある。
- 40（下り）・40（上り）:熊野営業所 - 矢野出張所 - 神崎 - 矢野駅（ → 神崎 → 自衛隊前 → 南海田）
  - 平日に南海田行が2便あるほか、矢野駅行もある。熊野行は矢野駅始発のみ。熊野行は朝の1便以外は夕方以降に集中している。
- 40（上り）:熊野営業所 → ≪広熊道路≫ → 矢野ニュータウン → 矢野駅 → 神崎 → 自衛隊前 → 南海田
  - 平日朝の2本のみ。
- 40:呉地橋 - 熊野高校前 - 熊野第三小学校 - 熊野営業所 - 矢野出張所 - 神崎 - 矢野駅（ - 神崎 - 自衛隊前 - 南海田）
  - 呉地橋発1本と呉地橋行3本のみ。うち呉地橋発は午後の矢野駅行。南海田発は朝の2本。呉地橋行は熊野営業所で乗客がいない場合はそこで運行打ち切り。熊野営業所から呉地橋方面のバス停は呉地橋行は降車専用である。
- 40:呉地橋 → 熊野高校前 → 熊野第三小学校 → 熊野営業所 → ≪広熊道路≫ → 矢野ニュータウン → 矢野駅 → 神崎 → 自衛隊前 → 南海田
  - 平日に2本のみ。矢野駅行と南海田行が各1本ずつ。

熊野線（広熊道路経由）
- 42-2（上り）・42（下り）:市役所前 - 中電前 - 本通り - [ 八丁堀 ] - 広島駅 - [ マツダスタジアム前 ] - 広島バス大洲車庫前 - <大州出入口> - ≪高速2号線≫ - <仁保JCT> - ≪海田大橋≫ - <海田大橋出入口> - 安芸南高校北 - 矢野駅入口 - 矢野ニュータウン - 熊野第三小学校 - 熊野営業所 - 熊野町役場 - 熊野萩原 - 熊野萩原車庫前
  - 平日の広島市内行5本と熊野行4本のみでいずれもラッシュ時に集中。うち市内行2本は熊野営業所始発である。
- 41（上り）:熊野萩原車庫前 → 熊野萩原 → 熊野営業所 → ≪広熊道路≫ → 矢野ニュータウン → 矢野駅入口 → 安芸南高校北 → ≪海田大橋<仁保出入口>≫ → 柞木 → 東雲 → 市立工業高校入口 → 大学病院南門 → 出汐町 → 南区役所前 → 市役所前 → 中電前 → 本通り → 紙屋町 → 八丁堀
  - 平日朝2本のみ。
- 41（上り）:熊野萩原車庫前 → 熊野萩原 → 熊野営業所 → ≪広熊道路≫ → 矢野ニュータウン → 矢野駅入口 → 安芸南高校北 → ≪海田大橋≫ → 柞木 → 東雲 → 市立工業高校入口 → 大学病院南門 → 出汐町 → 南区役所前 → 市役所前 → 中電前 → 本通り → 紙屋町 → 八丁堀
  - 平日の朝と夜に1本ずつ熊野営業所発便あり。
- 42（上り）:熊野萩原車庫前 → 熊野萩原 → 熊野営業所 → ≪広熊道路≫ → 矢野ニュータウン → 矢野駅入口 → 安芸南高校北 → ≪海田大橋・高速2号線≫ → 広島バス大州車庫前 → 広島駅 → 八丁堀 → 紙屋町 → 本通り → 中電前 → 市役所前
  - 平日の朝1本のみ。
- 41-1/41-2（下り）:広島センター → 本通り → 中電前 → 市役所前 → 南区役所前 → 出汐町 → 大学病院南門 → 市立工業高校入口 → 東雲 → 柞木 → ≪海田大橋≫ → 安芸南高校北 → 矢野駅入口 → 矢野ニュータウン → ≪広熊道路≫ → 熊野団地 → 熊野営業所 → 熊野萩原 → 熊野萩原車庫前
  - 平日は午前中のみ運行。土曜・休日の朝に熊野営業所行あり。
- 41-1（下り）:本通り → 中電前 → 市役所前 → 南区役所前 → 出汐町 → 大学病院南門 → 市立工業高校入口 → 東雲 → 柞木 → ≪海田大橋≫ → 安芸南高校北 → 矢野駅入口 → 矢野ニュータウン → ≪広熊道路≫ → 熊野団地 → 熊野営業所

矢野駅・矢野ニュータウン線
- 3（上り）・3-1（下り）:済生会広島病院前 - 安芸南高校北 - 矢野駅入口 - 矢野駅前 - 矢野ニュータウン - ≪広熊道路≫ - 熊野団地 - 熊野営業所
  - 済生会広島病院前行は平日夕方の1本のみ。深夜バスが矢野駅行1本、熊野行3本あり。
- 3（上り）・3-1（下り）:南海田 - 自衛隊前 - 神崎 - 矢野駅前 - [矢野ニュータウン] - ≪広熊道路≫ - 熊野営業所
  - 午後の便が多い。矢野駅前発着便あり。南海田発着は平日のみ。かつては熊野萩原車庫前発着便もあった。
- 3-2（下り）:矢野駅前 → 矢野ニュータウン → ≪広熊道路≫ → 熊野団地 → 熊野営業所 → 熊野萩原 → 熊野萩原車庫前
- 3（上り）:団地西入口 → 熊野第三小学校 → 熊野営業所 → ≪広熊道路≫ → [矢野ニュータウン] → 矢野駅前 → 矢野駅入口 → 安芸南高校北 → 済生会広島病院前
  - 土曜・休日は矢野駅前行は3本のみ。
- 3（上り）・3-3（下り）:済生会広島病院前 - 安芸南高校北 - 矢野駅入口 - 矢野駅前 - 矢野ニュータウン- ≪広熊道路≫ - 熊野営業所 - 熊野第三小学校 - 押込 - 寺屋敷 - 絵下山入口
- 3-6（右回り）:矢野駅前 → 矢野南5丁目 → 矢野ニュータウン → 矢野駅前
  - 矢野ニュータウン循環。（右回りのみ）平日の午前中に6本。
- 4（右回り）:矢野駅前 → 神崎 → 矢野出張所 → 矢野ニュータウン → 矢野駅前
  - 旧道循環。（右回りのみ）平日の午後に5本。

広島国際大学線
- 3:矢野駅前 - ≪途中ノンストップ≫ - 熊野営業所 - ≪途中ノンストップ≫ - 広島国際大学
  - 平日のみ運行・矢野駅行は2本のみで、休講日と長期休暇時は国際大学行1本と矢野駅行2本、土曜日は1往復のみ。
- 3:熊野営業所 - ≪途中ノンストップ≫ - 広島国際大学
  - 国際大学行は1本のみ。休講日・長期休暇時は矢野駅行1本のみ。土曜日は全便運休。

阿戸線
- 5:阿戸学校 - 阿戸出張所 - 阿戸 - 新宮 - 熊野萩原 - 熊野町役場前 - 熊野営業所

## 車庫
- 焼山営業課熊野出張所萩原車庫（9）
  - 広島県安芸郡熊野町萩原6丁目13

## 周辺
- 広電バス　熊野営業所停留所

## アクセス
広電バス　熊野線、熊野営業所前下車　徒歩10秒